# Шабаново (Кемеровская область)
Шаба́ново — село в Ленинск-Кузнецком районе Кемеровской области. Административный центр Шабановского сельского поселения.

## География
Расположено на реке Касьма в 35 км к западу от Ленинска-Кузнецкого. Центральная часть населённого пункта расположена на высоте 185 метров над уровнем моря.
В 2 км к югу от села проходит автодорога Новосибирск — Ленинск-Кузнецкий.

## Население
| 2010 |
| ---- |
| 1421 |

## Производства
Колхоз «Заря», основанный в 1930 г. На 2014 г. председатель Галкин В. И. На 2024 г. председатель Донских А. Н.
Мелкие фермерские хозяйства.

## Известные уроженцы
- Мусохранов, Александр Филиппович (1921—2002) — участник Великой Отечественной войны, Герой Советского Союза.